# Jelena Tichonova
Jelena Tichonova (Russisch:Елена Тихонова) (31 oktober 1977) is een Russische marathonloopster.

## Loopbaan
In 2005 won Tichonova de marathon van Mainz in een persoonlijk record van 2:38.05. Een jaar later won ze de marathon van Zürich en werd derde op de marathon van Mainz en de marathon van Keulen. In 2007 behaalde ze op de marathon van Zürich een derde plaats.

## Persoonlijk record
| Afstand  | Prestatie | Datum      | Plaats |
| -------- | --------- | ---------- | ------ |
| marathon | 2:38.05   | 8 mei 2005 | Mainz  |

## Palmares

### marathon
- 2003: 5e marathon van Reims - 2:42.20
- 2004:  marathon van Mt. St. Michel - 2:41.56
- 2005:  marathon van Münster - 2:40.51
- 2005:  marathon van Mainz - 2:38.05
- 2006:  marathon van Zürich - 2:39.52
- 2006:  marathon van Mainz - 2:53.40
- 2006:  marathon van Keulen - 2:46.01
- 2007:  marathon van Zürich - 2:38.12